# شون كولينز (لاعب كرة قدم أمريكية)
شون كولينز (بالإنجليزية: Shawn Collins)‏ هو لاعب كرة قدم أمريكية أمريكي، ولد في 20 فبراير 1967 في سان دييغو في الولايات المتحدة.

## وصلات خارجية
- شون كولينز على موقع مرجع كرة القدم المحترفة.كوم (الإنجليزية)
- شون كولينز على موقع JustSportsStats.com (الإنجليزية)